# Бург (Шотландия)
Бург (англ. burgh) — административная единица в Шотландии, существовавшая с XII века по 1973 год, муниципальная корпорация.

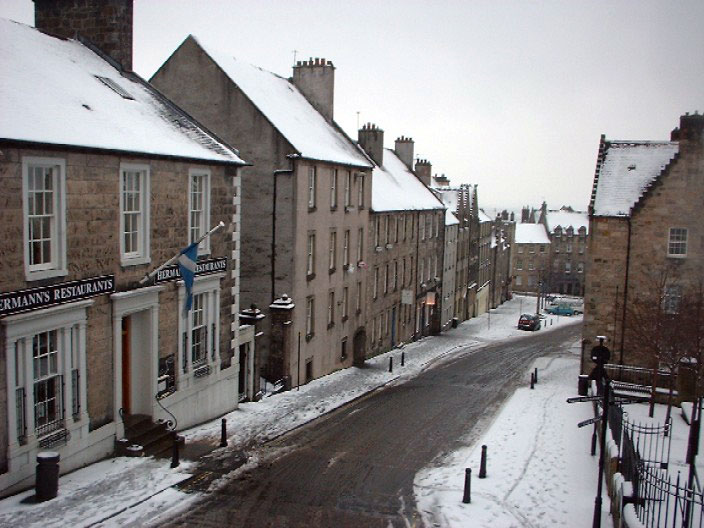
Улица в центре Стерлинга, одного из первых королевских бургов

Первые бурги как укреплённые городские поселения с особым статусом создал в ходе своих преобразований Давид I. Ими были Бервик, Стерлинг, Данфермлайн, Абердин, Перт, Скун и Эдинбург. Бурги имели право посылать своих представителей в парламент Шотландии. Такие бурги называли королевскими бургами.
В 1968 году в Шотландии было 196 бургов. Различались малые бурги (small burgh) с населением, как правило, до 20 тыс. человек и большие бурги (large burgh). Они управлялись выборным муниципальным советом во главе с провостом (лордом-провостом в наиболее крупных бургах).  Компетенция советов больших бургов была значительно шире, чем советов малых бургов: они осуществляли некоторые функции по управлению здравоохранением, социальным обеспечением, по планированию застройки.
Бурги были формально упразднены принятым в 1973 году Актом о местном самоуправлении (Шотландия)